# Marius Noubissi
Marius Noubissi (Yaoundé, 28 novembre 1996) è un calciatore camerunese, attaccante del P'yownik.

## Caratteristiche tecniche
È un centravanti.

## Carriera
Cresciuto nel settore giovanile del Les Astres, inizia la propria carriera professionistica nello Sfaxien dove debutta il 15 febbraio 2015 in occasione dell'incontro di Championnat de Ligue Professionelle 1 pareggiato 1-1 contro l'Étoile du Sahel; nel 2016 approda in Europa al Gil Vicente nella seconda divisione portoghese dove realizza una rete in 9 incontri.
Nel 2017 passa ai finlandesi dell'Ilves con cui gioca 31 incontri realizzando 13 reti prima di passare in Belgio al Beerschot VA.

## Statistiche

### Presenze e reti nei club
Statistiche aggiornate al 10 agosto 2022.
| Stagione            | Squadra             | Campionato          | Campionato | Campionato | Coppe nazionali | Coppe nazionali | Coppe nazionali | Coppe continentali | Coppe continentali | Coppe continentali | Altre coppe | Altre coppe | Altre coppe | Totale | Totale |
| Stagione            | Squadra             | Comp                | Pres       | Reti       | Comp            | Pres            | Reti            | Comp               | Pres               | Reti               | Comp        | Pres        | Reti        | Pres   | Reti   |
| ------------------- | ------------------- | ------------------- | ---------- | ---------- | --------------- | --------------- | --------------- | ------------------ | ------------------ | ------------------ | ----------- | ----------- | ----------- | ------ | ------ |
| 2014-2015           | Sfaxien             | L1                  | 8          | 0          | CT              | 0               | 0               | CCL                | 2                  | 0                  |             | -           | -           | 10     | 0      |
| 2016-2017           | Gil Vicente         | LdH                 | 9          | 1          | CP+CdL          | 0               | 0               |                    | -                  | -                  |             | -           | -           | 9      | 1      |
| 2017                | Ilves               | VL                  | 12         | 4          | CF              | 6               | 2               |                    | -                  | -                  |             | -           | -           | 18     | 6      |
| 2018                | Ilves               | VL                  | 19         | 9          | CF              | 0               | 0               | UEL                | 2                  | 1                  |             | -           | -           | 19     | 9      |
| Totale Ilves        | Totale Ilves        | Totale Ilves        | 31         | 13         |                 | 6               | 2               |                    | 2                  | 1                  |             | -           | -           | 39     | 16     |
| 2018-2019           | Beerschot VA        | D2                  | 24+2       | 12+0       | CB              | 2               | 1               |                    | -                  | -                  |             | -           | -           | 28     | 13     |
| 2019-2020           | Beerschot VA        | D2                  | 24+2       | 4+1        | CB              | 2               | 1               |                    | -                  | -                  |             | -           | -           | 28     | 6      |
| 2020-2021           | Beerschot VA        | D1                  | 16         | 4          | CB              | 0               | 0               |                    | -                  | -                  |             | -           | -           | 16     | 4      |
| 2021-2022           | Beerschot VA        | D1                  | 21         | 4          | CB              | 1               | 1               |                    | -                  | -                  |             | -           | -           | 22     | 5      |
| Totale Beerschot VA | Totale Beerschot VA | Totale Beerschot VA | 85+4       | 24+1       |                 | 5               | 3               |                    | -                  | -                  |             | -           | -           | 94     | 28     |
| 2022-2023           | Valenciennes        | L2                  | 0          | 0          | CF              | 0               | 0               |                    | -                  | -                  |             | -           | -           | 0      | 0      |
| Totale carriera     | Totale carriera     | Totale carriera     | 137        | 39         |                 | 11              | 5               |                    | 4                  | 1                  |             | -           | -           | 152    | 45     |

## Palmarès

### Club

#### Competizioni nazionali
- Campionato belga di seconda divisione: 1

Beerschot VA: 2019-2020
- Supercoppa d'Armenia: 1

Ararat-Armenia: 2024